# 181920
181920 (prononcé : « un-huit-un-neuf-deux-zéro ») est le premier album des plus grands succès de la chanteuse japonaise Namie Amuro, sorti sous le label Avex Trax le 28 janvier 1998. L'album commémore le mariage et la grossesse de Namie, et couvre 12 singles sortis avant sa pause maternelle en 1998, dont trois avaient été initialement publiés sous son précédent label, Toshiba-EMI. Le titre de l'album vient du fait que son matériel couvre les trois époques au cours desquelles elle a enregistré et interprété ces chansons. Son 9ème single, Dreaming I was Dreaming est exclusif à l'album et n'apparaît sur aucun de ses enregistrements originaux en studio.
Albums de Namie Amuro
Concentration 20
(1997) Genius 2000
(2000)
Singles
Il a été réédité en version DVD-audio le 28 janvier 2004. Le 31 mars 2004, il a été réédité en édition limitée CD + DVD combo avec le titre 181920 & films. Le DVD est la première compilation de vidéoclips de Namie Amuro. Le CD 181920 & films possède une spécification Copy Control.
Il a été réédité en version DVD-audio le 28 janvier 2004. Le 31 mars 2004, il a été réédité en édition limitée CD + DVD combo avec le titre 181920 & films. Le DVD est la première compilation de vidéoclips de Namie Amuro. Le CD 181920 & films possède une spécification Copy Control.

## Présentation
L'album, produit par Tetsuya Komuro, sort le 28 janvier 1998 au Japon, et atteint la 1re place du classement de l'Oricon.
Il se vend à 857 100 exemplaires la première semaine, et reste classé pendant 27 semaines, pour un total de 1 690 000 exemplaires vendus pendant cette période. C'est la 4e meilleure vente d'album de la chanteuse.
Il contient dans le désordre ses douze titres sortis en singles depuis Try Me ~Watashi wo Shinjite~ sorti en janvier 1995 sous le nom "Namie Amuro with Super Monkey's", incluant donc ses trois derniers singles sortis sous son précédent label Toshiba-EMI, et ses neuf premiers singles chez Avex Trax. Ces douze singles sont sortis alors qu'elle avait 18, 19 puis 20 ans, d'où le titre de la compilation. Ces titres étaient déjà parus dans les albums Original Tracks Vol.1 (Toshiba-EMI), Sweet 19 Blues et Concentration 20, sauf la chanson-titre du single Dreaming I Was Dreaming qui ne figure que sur cet album-compilation.
Cette compilation sort alors que Namie Amuro venait de commencer une pause d'une année, à la suite de son mariage avec Masaharu Maruyama alias SAM, le danseur du groupe TRF, et à sa grossesse. Son prochain album régulier, Genius 2000, ne sortira que deux ans plus tard.
Une deuxième édition limitée de l'album sort le 31 mars 2004 en version CD+DVD sous le nom 181920 & films, avec les mêmes titres, mais incluant un DVD contenant les clips vidéos (PV) de huit d'entre eux, déjà sorti à l'unité sous le nom 181920 films.

## Liste des titres
| 1.  | Body Feels Exit (Body Feels EXIT)                    | 4:22 |
| 2.  | Try Me ~Watashi wo Shinjite~ (TRY ME ～私を信じて～) | 3:57 |
| 3.  | Chase the Chance                                     | 4:31 |
| 4.  | Taiyō no Season (太陽のSEASON)                       | 3:30 |
| 5.  | You're My Sunshine (You're my sunshine)              | 5:46 |
| 6.  | How to Be a Girl (How to be a Girl)                  | 4:26 |
| 7.  | Sweet 19 Blues (SWEET 19 BLUES)                      | 5:36 |
| 8.  | Dreaming I Was Dreaming (Dreaming I was dreaming)    | 5:10 |
| 9.  | Stop the Music (Stop the music)                      | 3:37 |
| 10. | A Walk in the Park (a walk in the park)              | 5:38 |
| 11. | Don't Wanna Cry (Don't wanna cry)                    | 5:39 |
| 12. | Can You Celebrate? (CAN YOU CELEBRATE?)              | 6:21 |

| 1. | Opening                       |  |
| 2. | Body Feels EXIT (PV)          |  |
| 3. | Chase the Chance (PV)         |  |
| 4. | Don't wanna cry (PV)          |  |
| 5. | You're my sunshine (PV)       |  |
| 6. | A walk in the park (PV)       |  |
| 7. | Can You Celebrate? (PV)       |  |
| 8. | How to be a Girl (PV)         |  |
| 9. | Dreaming I was dreaming (PV)) |  |